# غيليس بوشارد
غيليس بوشارد هو مدرب رياضي كندي، ولد في 28 فبراير 1971 في نورماندين في كندا.